# Catinia plana
Catinia plana is een eenoogkreeftjessoort uit de familie van de Catiniidae. De wetenschappelijke naam van de soort is voor het eerst geldig gepubliceerd in 1957 door Bocquet & Stock.